# Invitation to a Suicide
Invitation to a Suicide è un film statunitense del 2004, diretto, scritto e prodotto da Loren Marsh.

## Trama
Kaz Malek (Pablo Schreiber) vive nel quartiere polacco di Brooklyn, e il suo futuro sembra essere quello di lavorare nella panetteria "Little Poland" che appartiene al padre (David Margulies). Il suo sogno però è trasferirsi in California con l'amica d'infanzia Eva (Katherine Moennig), per la quale ha una cotta. Per fuggire dalla sua vita, però, Kaz ha bisogno di soldi: decide così di rubare $10,000 da un gangster del luogo, Ferfitchkin (Joe Urla), che si occupa di film snuff. Le cose però non vanno per il meglio: i soldi finiscono bruciati e il criminale minaccia di uccidere il padre di Kaz se questi non restituirà tutto il denaro rubato.
Kaz decide allora di suicidarsi all'interno di un teatro, e di vendere i biglietti dello show. Con sua grande sorpresa, sia il gangster che i vicini di casa, per non parlare del padre stesso, sono elettrizzati dall'idea.